# 二重対峙革命戦争
二重対峙革命戦争（にじゅうたいじかくめいせんそう）とは、日本の新左翼の中核派の用語で、自らの内ゲバを正当化する論法として用いられてきた。

## 概要
ここでいう「二重対峙」とは、本来の敵である国家権力（警察）の他に「革命政党を自称する反革命カクマル（革マル派）」とも対峙しなければならないという意味である。
1970年代に入り、中核派は革マル派との対立を深め、各地で内ゲバを繰り返していた。中核派指導部は「革マル派殲滅戦」を対権力闘争と並ぶ主要テーマとして強調し、組織の引き締めを図ったのである。